# Martina Cariddi
Martina Basanta Cariddi, més coneguda com Martina Cariddi (Madrid, 30 de maig de 2001), és una actriu espanyola de cinema i televisió coneguda pel seu paper de Mencía Blanc en la sèrie de Netflix Élite.

## Biografia
Martina va néixer a Madrid el 30 de maig de 2001, i és d'ascendència italiana. Va començar en el món de la interpretació l'any 2010, a l'Escola Municipal d'Art Dramàtic de Madrid, amb un curs de teatre. Més endavant, es va matricular al Centre de Nous Creadors de Cristina Rota, on va realitzar cursos d'interpretació bàsica i a l'Estudio Joan Codina, realitzant un curs d'art dramàtic. El 2017 va realitzar la seva primera incursió en el món interpretatiu, en la pel·lícula El guardià invisible, dirigida per Fernando González Molina.
El 2018 va aparèixer en un episodi de la temporada 19 de Cuéntame cómo pasó, interpretant a la Laura. Un any després, va realitzar un petit paper en el llargmetratge Mientras dure la guerrad'Alejandro Amenábar. EL 2021 va protagonitzar el curtmetratge de Luis Grajera Muere padre muere.
El 2020 s'anuncia la seva incorporació a la quarta temporada de la sèrie de Netflix Élite, on interpreta a Mencía Blanc.

## Filmografia

### Cinema
| Any  | Títol                   | Rol      | Director                 | notes         |
| ---- | ----------------------- | -------- | ------------------------ | ------------- |
| 2017 | El guardián invisible   | Noia bus | Fernando González Molina | Debut actoral |
| 2019 | Mientras dure la guerra | Concha   | Alejandro Amenábar       |               |
| 2021 | Muere padre muere       | Eva      | Luis Grajera             | Curtmetratge  |

### Televisió
| Any            | Títol              | Rol                     | Canal   | notes                          |
| -------------- | ------------------ | ----------------------- | ------- | ------------------------------ |
| 2018           | Cuéntame cómo pasó | Laura                   | TVE     | 1 episodi                      |
| 2021 - present | Élite              | Mencía Blanc Commerford | Netflix | Elenc principal (temporada 4-) |